# Хлодебавд
Хлодебавд (бл. 420 — бл. 483) — 1-й король Кельна (ріпуарських франків).

## Життєпис
Про батьків Хлодебавда нічого невідомо. Деякі автори вважають, що франкскими королівствами керували члени династії Меровінгів. Так Годфруа Курт називає франкських королів нащадками короля Хлодіона, Крістіан Сеттіпані також зауважує, що франкські королі Хлодвіг, Рагнахар, Хараріх і Хлодебавд походять від Хлодіона Довговолосого, Карл Фердинанд Вернер вказує на розподіл різних королівств між членами однієї династії, і Франц Стааб говорить про «меровінзьку династію на Рейні» або «рейнську гілку меровінзької династії». Втім вони переважно ґрунтуються на генеалогіях, складених в Нейстрії (між 584 та 629 роками) та Австразії (у 620—639 роках), де на той час панували представники лініїХлодвігаз династії Меровінгів. Тому їм було притаманне виправдання дій Хлодвіга якоб'єднувачакоролівств своєї династії.
Разом з тим ріпуарські франки одягом, традиціями та мовою відрізнялися від салічних, до яких належав Хлодвіг. З огляду на це ймовірнішим є теорія, за якою Хлодебавд представляв інший потужний рід, який з давен правив серед ріпуарських франків. Про власне Хлодебавда замало відомостей. за деякими згадками народивсяблизько 420 року. Невідомо, коли очолив ріпуарських франків. Останні 436 року зайняли область навколо Могунтіаку. У 451 році він відзначився у битві на Каталаунських полях проти армії гунського володаря Аттіли. На дяку отримав якісь землі в провінції Германія Секунда й статус федерата імперії. Водночас об'єднав усіх ріпуарських франків, оскільки ті вождів ріпуаріїв, що підтримали Аттілу, вимушені були підкоритися Хлодебавду.
Послаблення Західної Римської імперії з середини 450-х років сприяло активізації Хлодебавда з розширення володінь. Десь між 455 та 459 роками ним було захоплено важливе місто Колонія Агриппіна, яке стала відоме як Кельн. Цим було засноване Кельнське королівство франків. Своєю резиденцією зробив частину колишнього преторія Колонії Агриппіни — Авлу Регію. У 480 році Хлодебавд захопив Трір.
У боротьбі із сусідами уклав союзи з саксами, можливо звідти походила його дружина та бургундським королем Гундіохом. Це спричинило конфліктз салічними франками, що були союзниками magister militum 9військовогом агістра) Егідія, фактично незалежного володаря між Сеною і Луарою. Війни з салічними франками тривалидосамої смерті Хлодебавда. Йому спадкував син Сігіберт.

## Родина
- Сігемер, чоловік доньки Гундіоха, короля бургундів
- Сігіберт, король Кельна